# نشانه‌شناسی (کتاب)
نشانه‌شناسی یکی از کتاب‌های مشهور اومبرتو اکو و از مهمترین منابع حوزه مطالعات نشانه‌شناسی است. 

اکو بر این باور است که در نشانه‌شناسی مسئله مهم نه نشانه‌ها بلکه نقش نشانه‌ای است. نقش نشانه‌ای یک رابطهٔ قراردادی میان بیان و محتوا است. در این میان، محتوا خود، ساخته و پرداخته فرهنگی مشخص است، از این رو بیان در وهله نخست به فرهنگ بازمی‌گردد. از سوی دیگر اکو به گونه‌شناسی نشانه‌ها اعتقادی ندارد و بر این باور است که فرهنگ و قراردادهای منتج از آن در زمره عوامل عمده تولید نشانه‌ها قرار دارند. از این‌رو نشانه، زاییده جملات پیچیده‌ای است که در آن شیوه‌های گوناگون تولید و شناخت دخالت دارد. اکو در کتاب حاضر می‌کوشد تا با طرح مباحثی به روشن ساختن مسائل مربوط به تولید و بازشناسی نشانه‌ها کمک کند. این کتاب توسط پیروز ایزدی ترجمه و نشر ثالث آن را منتشر کرده‌است.

امبرتو اکو در کتاب نشانه‌شناسی خود شیوه تولید نشانه‌ها را توضیح می‌دهد و طبقه‌بندی تازه‌ای از آن‌ها ارائه می‌کند. در واقع می‌توان گفت اکو برای نشانه‌شناسی طرحی نو درانداخته است که تا حدودی از مباحث پیشین این حوزه متفاوت می‌نماید. به عقیدهٔ او طبقه‌بندی پیشین نادرست است و برای ارائهٔ تفسیری تازه که بهتر بتواند از عهدهٔ تبیین پدیده‌های نشانه‌ای بر آید باید به نقش نشانه‌ای توجه کنیم. او برای تحقق این امر از مدل مکتب کپنهاگ بهره می‌جوید. نظریه‌پردازان این مکتب چگونگی شکل‌گیری نشانه‌ها را در دو سطح «بیان» و «محتوا» بررسی می‌کنند. او درواقع در اینجا نظریه نشانه پردازی ناکرانمند را مطرح می‌کند.